# 圣玛丽迪蒙
圣玛丽迪蒙（法語：Sainte-Marie-du-Mont，法語發音：[sɛ̃t maʁi dy mɔ̃]）是法国芒什省的一个市镇，属于瑟堡区。

## 地理
圣玛丽迪蒙（49°22'42"N, 1°13'34"W）面积26.98 平方千米，位于法国诺曼底大区芒什省，该省份为法国西北部沿海省份，西、北、东北三面环大西洋，东起顺时针与卡爾瓦多斯省、奧恩省、马耶讷省和伊勒-维莱讷省接壤。
与圣玛丽迪蒙接壤的市镇（或旧市镇、城区）包括：欧杜维尔拉于贝尔、布洛维尔、布特维尔、耶维尔、蒂尔克维尔、卡朗唐莱马赖。

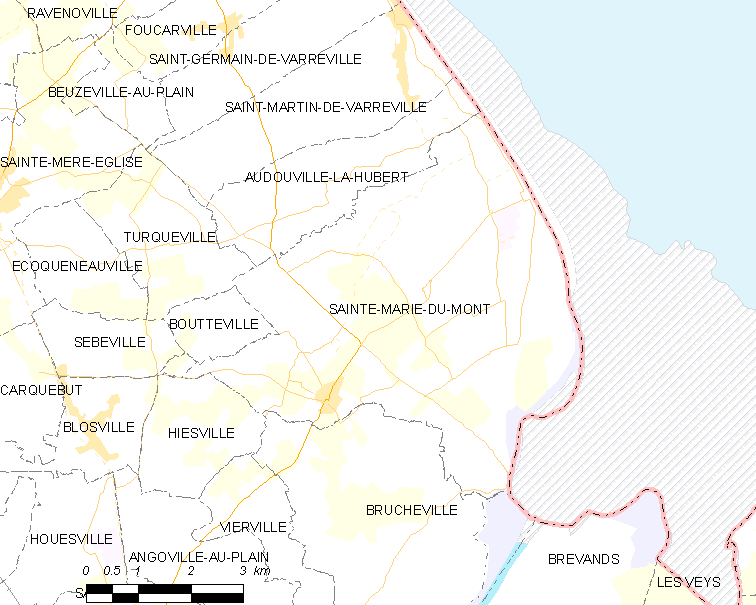
圣玛丽迪蒙的OSM定位图

圣玛丽迪蒙的时区为UTC+01:00、UTC+02:00（夏令时）。

## 行政
圣玛丽迪蒙的邮政编码为50480，INSEE市镇编码为50509。

## 政治
圣玛丽迪蒙所属的省级选区为卡朗唐莱马赖县。

## 人口

1962-2008年间圣玛丽迪蒙人口变化图示

圣玛丽迪蒙于2022年1月1日时的人口数量为694人。